# (8055) Arnim
(8055) Arnim (5004 P-L) – planetoida z pasa głównego asteroid okrążająca Słońce w ciągu 5,29 lat w średniej odległości 3,04 au. Odkryta 17 października 1960 roku.